# جيمس آدامز (لاعب كريكت)
جيمس آدامز (22 فبراير 1904 في أستراليا - 8 يناير 1988) (بالإنجليزية: James Adams)‏ هو لاعب كريكت أسترالي.

## وصلات خارجية
- جيمس آدامز على موقع إي آس بي آن كريك إنفو (الإنجليزية)